# مقاطعة براندنبورغ
مقاطعة براندنبورغ (بالإنجليزية: Province of Brandenburg) (بالألمانية: Provinz Brandenburg)، كانت مقاطعة من مملكة بروسيا ودولة بروسيا الحرة في الفترة من 1815 حتى 1946، ومن 1871 داخل الرايخ الألماني. تضم الأراضي البروسية الجزء الأساسي الأكبر من منطقة مرغريفية براندنبورغ التاريخية (باستثناء ألتمارك) ومنطقة لوساتيا السفلى.

## وصلات خارجية
- Further information نسخة محفوظة 23 مارس 2013 على موقع واي باك مشين. (بالألمانية)

- Population breakdown of Brandenburg province, 1910 نسخة محفوظة 3 أكتوبر 2018 على موقع واي باك مشين. (بالألمانية)